# Episodi di Fino all'ultimo battito
La prima stagione della serie televisiva Fino all'ultimo battito, composta da 12 episodi, è stata trasmessa in prima visione assoluta ogni giovedì su Rai 1 dal 23 settembre al 28 ottobre 2021 per sei prime serate.
| nº | Titolo                | Prima visione     |
| -- | --------------------- | ----------------- |
| 1  | In nome del figlio    | 23 settembre 2021 |
| 2  | Vivere o morire       | 23 settembre 2021 |
| 3  | Io confesso           | 30 settembre 2021 |
| 4  | Il patto con il male  | 30 settembre 2021 |
| 5  | Caronte               | 7 ottobre 2021    |
| 6  | Il bacio di Giuda     | 7 ottobre 2021    |
| 7  | Il mondo oscuro       | 14 ottobre 2021   |
| 8  | La trappola           | 14 ottobre 2021   |
| 9  | Codice rosso          | 21 ottobre 2021   |
| 10 | Il morso del serpente | 21 ottobre 2021   |
| 11 | Senza fine            | 28 ottobre 2021   |
| 12 | Il regno dei vivi     | 28 ottobre 2021   |

## In nome del figlio

### Trama
Il primario di cardiochirurgia Diego Mancini viene chiamato dal pubblico ministero Pansini a fare una perizia sulle condizioni di salute del boss Cosimo Patruno, detenuto al 41-bis. Visitandolo, riscontra una valvulopatia non così grave da consentirgli i domiciliari: capisce che Patruno se l'è procurata di proposito e non esita a farglielo presente venendo di conseguenza minacciato dal boss.
Il figlio di Mancini, Paolo, affetto da una cardiomiopatia, si sente male in casa per un'aritmia e viene portato in ospedale d’urgenza. Quando per pura fortuna si profila la possibilità di un trapianto, si viene a sapere che c’è un'altra ragazza in attesa, Vanessa Coppi, grave quanto lui ma prima della lista.
Diego ruba dal deposito dei farmaci una dose di vaccino antinfluenzale iniettandola a Vanessa, facendole aumentare la febbre in modo da non farla sembrare idonea per il trapianto, e così fa passare avanti il figlio operandolo lui stesso con successo. Sentendosi in colpa, decide di far assistere Vanessa dalla compagna Elena con la sua associazione. Poco dopo l'operazione Mancini riceve per messaggio da uno sconosciuto un video nel quale si vede il gesto che ha compiuto.
Recatosi in aperta campagna per l'incontro, il primario si trova davanti la nuora di Patruno che gli intima di presentare una perizia favorevole. Si vede così costretto durante l'udienza a dichiarare che Patruno non è compatibile con il regime del 41-bis per la valvulopatia ma, incalzato dalla PM avvertita da lui poco prima, dichiara anche che potrebbe benissimo essere operato per poi rimanere in carcere. Di conseguenza Mancini viene chiamato a operare il boss.
Intanto Elena viene avvicinata da Rocco, il suo ex marito che aveva una seria dipendenza dal gioco, che pretende ora di rivedere la figlia Anna.
- Ascolti Italia: telespettatori 3 884 000 – share 20,39%.[3]

## Vivere o morire

### Trama
Patruno viene quindi portato in ospedale ma accampa una scusa per non essere operato, dato che in realtà non ha alcun problema di cuore e vuole evitare di tornare al 41-bis facendo leva sulla perizia di Mancini. Mentre si sta confrontando con la PM, Diego viene accusato dal padre di Vanessa di aver fatto passare avanti il proprio figlio.
In ospedale Anna rivede Mino, un ragazzo che aveva conosciuto a una festa, non sapendo che è il nipote di Patruno e quindi figlio di Rosa, la donna che ha minacciato Diego.
Durante la notte il boss si sente male e così l'intervento non viene autorizzato. Diego capisce che ad avergli portato la cena è stato Vito Rizzi e dalle registrazioni delle telecamere capisce che è stato proprio l'operatore sanitario a incastrarlo con il video. Mentre sta per essere fatta la TAC a Oxana, un'altra paziente che è in codice rosso e che è passata avanti a Patruno, Mancini vede Rizzi e lo segue per parlargli ma viene preso da due uomini del boss vestiti da soccorritori del 118 che lo costringono a collaborare. Poco dopo, mentre il chirurgo sta operando d'urgenza Oxana, Patruno, mentre sta per iniziare la TAC, fa di nuovo finta di stare male così da poter sequestrare, armato di una pistola, la dottoressa Cristina e chiudere dentro la stanza i poliziotti e la PM prima di fuggire a bordo di un'ambulanza guidata dai suoi uomini.
- Ascolti Italia: telespettatori 3 884 000 – share 20,39%.[3]

## Io confesso

### Trama
Cosimo Patruno è riuscito a fuggire grazie ai suoi complici lasciando per strada la dottoressa Basile ferita nell'ambulanza. Il boss decide di rimanere a Bari per riprendersela incaricando il proprio avvocato di recuperare i 5 milioni di euro che aveva fatto sparire prima del suo arresto. Rosa è preoccupata che il suocero possa riallacciare i rapporti con Mino che finora è riuscita a tenere lontano dalla malavita ma l'uomo la rassicura.
Nel frattempo in ospedale la PM Pansini e l'ispettore Santoro stanno cercando di capire chi possa aver aiutato Patruno a scappare. Anna intanto decide di incontrare il padre Rocco scoprendo che vive alla Caritas. Vincenzo Patruno, cugino di Cosimo che è stato ferito nella fuga, si presenta a casa del dottor Mancini obbligandolo a medicarlo. Elena decide di andare a casa di Vanessa Coppi per restituirle una catenina che aveva dimenticato e, nonostante la scontrosità del padre, riesce a riportarla in ospedale.
Diego si confessa con don Claudio il quale gli suggerisce di parlare con la polizia per risolvere la situazione. Renato Coppi decide di rivolgersi all'ispettore Santoro il quale inizia a indagare su Mancini.
- Ascolti Italia: telespettatori 3 620 000 – share 18,8%.[4]

## Il patto con il male

### Trama
Il dottor Mancini decide di impiantare temporaneamente a Vanessa un raro dispositivo di assistenza ventricolare wireless (VAD) ma l'operazione sperimentale è molto costosa e così chiede a Elena di avviare una raccolta fondi oltre a ottenere il riscatto della sua assicurazione sulla vita. Il primario viene a sapere che Santoro ha chiesto il registro delle presenze del personale dal giorno dell'operazione di Paolo.
Anna litiga con Mino quando viene a sapere da un'amica chi è veramente: il ragazzo le spiega che non c’entra niente con il nonno e che, dopo la morte del padre Antonio, si è trasferito a Polignano a Mare con la madre. Durante una gara di tuffi in piscina gli viene persino impedito di tuffarsi poiché la Federazione non lo premierebbe essendo nipote di un evaso; fuori dalla struttura Anna lo bacia in pubblico dimostrando a tutti di non avere pregiudizi nei suoi confronti.
Ancora una volta Vincenzo Patruno obbliga Mancini ad aiutarlo, questa volta per salvare una prostituta rimasta incinta e in pericolo di vita nella sua masseria: il bracciante Bashir racconta al dottore che la ragazza deve partorire il bambino perché varrà 80 000 euro. Con l'aiuto del ragazzo Diego riuscirà a far scappare Irena, ad affidarla alle suore con l'aiuto di don Claudio e a farla partorire in sicurezza. Intanto Cosimo raduna i suoi uomini per riorganizzarsi e fare la guerra agli albanesi.
La PM Pansini e l'ispettore capo Santoro interrogano Mancini e lo spiazzano avendo scoperto che lui ha usato un vaccino antinfluenzale della farmacia per far venire la febbre a Vanessa Coppi. In quell'istante entra nella sala riunioni il responsabile del laboratorio che si scusa poiché un inserviente - verosimilmente Vito Rizzi - avrebbe trovato la fiala di vaccino sigillata sotto uno scaffale e perciò Mancini è salvo e lascia la stanza sollevato. Il primario ora però dovrà salvare la vita a Patruno per sdebitarsi.
- Ascolti Italia: telespettatori 3 620 000 – share 18,8%.[4]

## Caronte

### Trama
Cosimo Patruno incontra il boss calabrese Proto in mare aperto trovando l'accordo per avere la droga al posto degli albanesi; nel frattempo inizia ad avere veramente problemi di cuore e fa prelevare il dottor Mancini da Rosa per farsi visitare.
L'avvocato di Patruno cerca di ingannare gli inquirenti facendogli avere una foto in cui si vede il boss salire su un gommone con l'intento di fuggire dall'Italia. Anna crea una pagina Facebook a sostegno di Mino scontrandosi per questo con sua madre e con Diego.
Cosimo deve fare una trasfusione e ha bisogno del sangue di Mino che ha il suo stesso gruppo sanguigno; Diego però non vuole farsi vedere dal ragazzo dato che frequenta la sua figliastra e chiede che se ne occupi Bashir. Tornato in ospedale dopo essere sparito per diverse ore, Diego si scontra con la compagna, che inizia a sospettare di lui, poiché Paolo avrebbe avuto un rigetto secondo la dottoressa Basile; in realtà l'analisi non è corretta poiché si basa sul prelievo del sangue di Patruno che Mancini ha fatto passare per quello del figlio per poter fare senza problemi le analisi al boss in ospedale.
Patruno una sera mentre sta per avere un rapporto sessuale con una prostituta si sente male.
- Ascolti Italia: telespettatori 3 882 000 – share 19,1%.[5]

## Il bacio di Giuda

### Trama
Mentre il dottor Mancini presenta il Vad, Rocco Monaco, ex marito di Elena, irrompe nella sala per raccontare la sua storia: ex trequartista di Bari e Torino, ha smesso di giocare a causa di un grave infortunio rifugiandosi nel gioco d'azzardo. Quindi cerca di attirare l'attenzione dei partecipanti palleggiando in cambio di donazioni e ne farà 175 raccogliendo 40.000 euro per la causa di Vanessa.
Nonostante la trasfusione, le condizioni di Patruno peggiorano inspiegabilmente. Mentre le sta spiegando come usare l'holter con gli elettrodi per poter monitorare a distanza l'attività elettrica del cuore di Cosimo, Rosa tenta l’approccio ma Diego la scansa; Elena inizia ad avere seri sospetti su di lui quando trova un capello scuro sulla giacca del compagno oltre a sentire il profumo di una donna.
Cosimo fa picchiare il dirigente sportivo che non voleva far gareggiare Mino; il ragazzo all'improvviso può tornare ad allenarsi ma quando vede i lividi sulla faccia dell'uomo decide di affrontare il nonno.
Con la scusa di organizzare insieme la partita benefica, Rocco cerca di riavvicinarsi ad Elena e di mettere zizzania tra lei e Diego; seguendo quest'ultimo un giorno lo vede parlare con Rosa pensando che sia la sua amante.
Vanessa, che sta evitando di ingerire le pillole che le sono state prescritte, ruba dei soldi dal portafoglio della nonna di Paolo e scappa dall’ospedale per poter partecipare al suo saggio di danza; verrà poi trovata da Diego mentre sta per salire sul palco del teatro con il solo scopo di prendersi gli applausi del pubblico.
Dalle analisi fatte fare sulle medicine di Patruno emerge che qualcuno gli sta dando delle vitamine anziché i farmaci antiaritmici; il boss inizialmente sospetta di Rosa aggredendola ma Diego lo fermerà convincendolo del contrario.
Elena, dopo aver saputo da Rocco ciò che ha visto, si mette alla ricerca di Diego e, dopo aver rilevato la sua posizione grazie a una app, lo vede baciarsi con Rosa.
- Ascolti Italia: telespettatori 3 882 000 – share 19,1%.[5]

## Il mondo oscuro

### Trama
Una volta rientrato a casa, Diego viene attaccato da Elena, e così lui cerca di farle capire che Rosa è una sua paziente fragile e che è stato solo un bacio.
Patruno riunisce il suo avvocato, il fidato Mazzancolla e il cugino Vincenzo con due suoi uomini ai quali fa presente che tra di loro c’è un traditore che lo vuole eliminare.
Il caso vuole che Anna vada a comprare un vestito per il matrimonio a Putignano nel negozio di Rosa, che viene riconosciuta e attaccata da Elena con la scusa che è la nuora di Patruno. La donna non ne vuole più sapere di sposarsi con Diego, che va a dormire in ospedale. Anna capisce che il dirigente di Mino è stato picchiato e litiga con lui.
Alla partita benefica organizzata allo stadio di Molfetta partecipa anche l'ex bomber Nicola Ventola, vecchio amico di Rocco il quale segnerà ben 4 gol venendo osannato da tutti; la raccolta fondi è un successone e Vanessa può così essere salvata. Diego non sopporta Rocco e non digerisce affatto la cena organizzata a casa sua da Elena con loro due e Anna. La ragazza si fa dire dalla madre cosa è successo e sprona Diego a riconquistarla.
Davanti a tutti Patruno smaschera il cugino che è stato visto sul lungomare con Arzan Gioka, il capo degli albanesi, e lo sgozza.
- Guest star: Nicola Ventola (se stesso).
- Ascolti Italia: telespettatori 3 955 000 – share 20%.[6]

## La trappola

### Trama
Al porto viene ritrovato il cadavere di Vincenzo Patruno; il medico legale fa notare a Santoro la ferita ricucita alla perfezione il che fa pensare a un dottore compiacente. Il commissario decide quindi di iniziare a pedinare Diego, che sta per raggiungere Rosa per essere portato da Patruno, ma prende un altro abbaglio dato che il dottore capisce tutto e cambia programma. La PM Pansini non si fida più di Santoro e chiede a Valerio Lenzi della postale di mettere sotto controllo il cellulare di Mancini.
Mino, accompagnato da Anna, va a scusarsi con il dirigente sportivo decidendo di lasciare la squadra. I due vanno poi a fare il bagno a Polignano finendo per fare l’amore sugli scogli. Poco dopo il ragazzo finisce vittima degli albanesi che gli sparano per strada ferendolo ma a salvarlo arriva un uomo di suo nonno che gli stava facendo da scorta e che uccide i due malavitosi. Mino non viene portato in ospedale per evitare guai e a salvarlo viene chiamato Diego. La sera stessa Diego accompagnato da Bashir risale al covo di Patruno e chiede all’amico di avvisare la polizia.
Paolo viene finalmente dimesso e riportato a casa per la felicità di Diego ed Elena che finalmente fanno pace.
Dopo aver ricevuto la segnalazione anonima, Santoro e la sua squadra fanno irruzione nel covo di Patruno che però è scappato appena in tempo. Il boss ha capito che qualcuno lo ha tradito e dai filmati delle telecamere che gli mostra Mazzancolla si vedono Diego e Bashir parlare fuori dalla villa.
- Ascolti Italia: telespettatori 3 955 000 – share 20%.[6]

## Codice rosso

### Trama
Diego e Bashir vengono scoperti da Cosimo che manda i suoi uomini a prelevarli e portarli nel suo covo, dove vengono duramente picchiati, mentre nel frattempo Elena attende Diego nella cattedrale in cui hanno deciso di sposarsi, dove ovviamente non si presenterà. Cosimo, mentre infierisce su Diego, accusa un malore e il dottore chiede di poterlo visitare urgentemente prima che sia troppo tardi. Dopo averlo visitato, Diego constata che Cosimo deve essere assolutamente operato altrimenti potrebbe rischiare la vita. A questo punto Diego fa un patto con Cosimo: lui lo opererà, ma in cambio deve lasciarlo libero. Cosimo accetta, minacciando però Diego che, se qualcosa dovesse andare storto, lui e la sua famiglia la pagheranno con la vita.
Cosimo lascia andare Diego, che inscena un finto furto (disfandosi di portafogli e cellulare e rompendo il vetro della macchina) per non destare sospetti nei confronti di Elena, che accorre alla polizia insieme a Rocco appena saputo l'accaduto. Rocco non è molto convinto di quello che Diego asserisce, essendo convinto che il dottore non stia dicendo la verità.
Nel frattempo Mino viene prelevato dalla polizia, accusato di collaborare con il nonno Cosimo. Interrogato dalla PM Pansini, Cosimo, pressato dal suo avvocato, non proferisce parola e viene trattenuto in prigione per la notte; viene liberato il giorno dopo grazie all'intercessione dell'avvocato, però Mino dovrà rimanere a disposizione degli inquirenti e gli verrà tolto il passaporto perché non possa espatriare. Riceve la visita di Diego, il quale gli chiede di non frequentare più Anna dato che la mette in pericolo; Mino ribatte dicendo che non si fa fare la morale da chi è diventato medico di un boss.
Rocco scopre il luogo dove è stata abbandonata la macchina e continua a nutrire sempre più sospetti nei confronti di Diego, visto che quest'ultimo asseriva di essere stato rapinato in una via principale e l'auto si trovava in campagna, con i vetri rotti sul posto.
Cosimo chiede a Rosa di poter vedere Mino nel suo covo, perché non gli è piaciuto il modo in cui si sono lasciati l'ultima volta. Durante l'incontro, Mino accusa il nonno di rovinargli la vita, ma quest'ultimo controbatte rivelandogli delle verità scomode sul fatto che sua madre sia coinvolta anch'essa in affari loschi, essendo il suo negozio di proprietà dei Patruno ed utilizzato per il riciclaggio di denaro sporco proveniente dagli affari del clan. Mino ne rimane sconvolto e affronta con rabbia la madre incolpandola di avergli mentito da sempre.
Intanto in ospedale arriva il VAD per Vanessa ma Diego, essendo ancora infortunato al polso a seguito dell'incidente, delega a Martin e Cristina di operare la piccola sotto la sua supervisione. Dopo una piccola difficoltà sorta durante l'intervento, quest'ultimo va a buon fine con grande soddisfazione di tutti.
Rocco intanto entra di nascosto nell'ufficio di Diego, approfittando che quest'ultimo è impegnato nell'operazione di Vanessa, per cercare qualche indizio per smascherarlo. Casualmente trova il cellulare segreto che Diego usa per comunicare con Rosa, che in quel momento lo chiama (pensando di parlare con Diego) invitando il dottore a trovarsi in un determinato posto per le 18:30 di quel giorno. Rocco sorride soddisfatto, pensando che ormai manca poco per scoprire cosa nasconde veramente Diego.
- Ascolti Italia: telespettatori 4 177 000 – share 20,6%.[7]

## Il morso del serpente

### Trama
Rocco segue Diego mentre, accompagnato da due uomini, l'avvocato Briguglio e Mazzancolla, visita una struttura ospedaliera abbandonata dove il dottore dovrà operare Patruno. Rocco pensa che Diego abbia intenzione di aprire una clinica privata e ne parla con Elena. Dopo aver visto Rizzi e Mancini insieme, una sera Rocco cerca di seguire l'operatore sanitario mentre ruba un ecocardiografo dall'ospedale ma viene seminato. Il giorno dopo segnala in via anonima il furto alla polizia dando la colpa a Diego; perciò il commissario Santoro interroga il dottore che si dichiara nuovamente estraneo.
Cosimo attacca Rosa dicendole che Mino dovrebbe avercela con lei per tutte le bugie che gli ha detto. Il ragazzo inizia ad odiare la madre e ad avvicinarsi di più al nonno.
La PM Pansini fa arrestare Vito Rizzi con l'accusa di aver rubato l'ecocardiografo e di essere stato il basista di Patruno in ospedale.
Rosa è pronta a tutto e chiede a Diego di non operare Cosimo ma il dottore, che evita platealmente un bacio della donna, risponde dicendo che per lui è l'unica possibilità che ha per uscire da questa storia.
Rocco non demorde e, tramite la targa della sua auto aziendale, risale al negozio di Rosa capendo poi, dopo averle fatto visita, che è la nuora di Patruno. Deciso a smascherare i segreti di Diego, dopo aver intuito che ha a che fare con l'evasione di Patruno si dirige verso la Chiesa per impedire il matrimonio tra la sua ex moglie e Diego, Mazzancolla però lo sta pedinando e lo investe di proposito nei vicoli di Molfetta proprio mentre l'uomo sta per raggiungere la chiesa dove si sta celebrando il matrimonio tra Diego ed Elena.
- Ascolti Italia: telespettatori 4 177 000 – share 20,6%.[7]

## Senza fine

### Trama
Rocco viene soccorso da Diego nei pressi della chiesa e viene portato in ospedale dove finisce in coma e gli viene asportata la milza. In tutto ciò il matrimonio è saltato. Fuori dall'ospedale Tayeb, che era insieme a Rocco quella mattina, accusa Diego di essere complice di chi ha investito l'amico.
Rosa si concede a Nicola per portarlo dalla sua parte. Vanessa ha delle complicazioni perché ha una infezione. Cosimo dice a Mino che vorrebbe lasciargli tutto ciò che ha.
Diego affronta Rosa ma la donna si difende dicendo che non c'entra niente con l'incidente di Rocco e gli chiede nuovamente di non operare Cosimo.
Diego decide di andare a raccontare tutto in Procura ma viene prelevato da un uomo di Cosimo. Diego dice al boss che non vuole operarlo ma questo gli fa presente che non può rifiutare se vuole salvare la propria famiglia.
Diego in ospedale racconta finalmente ad Elena, sconvolgendola, tutta la verità e cioè che ha fatto venire la febbre di proposito a Vanessa per favorire Paolo, che è stato ricattato da Patruno, che la donna che ha baciato è Rosa, che Rocco si è intromesso venendo poi investito e che lui deve operare il boss per evitare ripercussioni. Nel frattempo Paolo fa ritorno a scuola dopo molto tempo.
Mentre Diego sta per operare Cosimo, Rosa va a casa di Elena e le punta una pistola contro. Nicola prima dell'operazione fa vedere a Diego, con una videochiamata, cosa sta succedendo a casa sua intimandolo a non proseguire. Il dottore non sa più cosa fare perché da una parte è costretto a operare Cosimo ma dall'altra sa che Rosa tiene in ostaggio Elena.
- Ascolti Italia: telespettatori 4 710 000 – share 20,6%.[8]

## Il regno dei vivi

### Trama
Diego cerca di prendere tempo e, dopo aver studiato una strategia con Bashir, fa uscire Mino dalla sala operatoria dopo la trasfusione e gli racconta ciò che sta succedendo. Il ragazzo esce dall'ospedale e chiama Anna scusandosi per tutto e poi raggiunge la casa di Mancini dove riesce a far calmare la madre. Qui interviene però Cannavota, autista di Mino ora assoldato da Nicola, che lega Rosa e suo figlio.
L'avvocato svela a Diego che è sempre stato lui a voler uccidere Cosimo per potersi tenere il suo bottino anche se la colpa era ricaduta su Vincenzo, cugino del boss.
Nel frattempo Rocco si risveglia dal coma e Anna va a prendere sua madre a casa dove si imbatte in Cannavota. Mino riesce a slegarsi e ha la meglio sull'autista.
Rosa chiama Nicola annunciandogli la morte di Cannavota e intimandogli di fermare il suo piano ma questo fa finta di niente e attacca.
Dopo l'operazione, Diego fa finta di sedare Cosimo e fornisce a Nicola la siringa per procurare un'embolia al boss il quale però, avvertito in precedenza da Diego, prontamente lo smaschera.
Anna ed Elena vengono portate in ospedale. Diego chiama Rosa e le dice che conoscerla è stata la più grande disgrazia della sua vita; la donna chiede al figlio di scappare per evitare altri guai ma il ragazzo non la ascolta e se ne va con la moto. Diego ringrazia Bashir e gli dice che ha predisposto una borsa di studio per lui e che poi lo vorrà al proprio fianco in corsia.
Cannavota è in morte cerebrale e caso vuole che il suo cuore sia compatibile con quello di Vanessa che viene così salvata.
Mino si ricongiunge con Anna e Diego con Elena. Il dottore però non è soddisfatto dato che Cosimo è ancora libero e decide di fare la cosa giusta raccontando tutta la verità anche al resto della famiglia e agli inquirenti venendo così arrestato.
Diego, piegato dai rimorsi, alla fine decide di fare la cosa giusta, ovvero presentarsi alla PM Pansini per confessare tutta la verità. Il medico le racconta quindi di aver curato il boss che lo ricattava dopo aver scoperto di aver assicurato al figlio Paolo il trapianto del primo cuore disponibile per la trasfusione.
Dopo la confessione, Diego accetta tutte le conseguenze, come la sua cancellazione dall'ordine dei medici. Diego inoltre ha ancora qualcosa da dire agli inquirenti: il pacemaker impiantato nel cuore di Patruno ha al suo interno un localizzatore. Adesso, quindi, la polizia può finalmente individuarlo e arrestarlo!!
- Ascolti Italia: telespettatori 4 518 000 – share 25,0%.[8]